# Хомер Симпсон
Хомер Џеј Симпсон (енгл. Homer Jay Simpson) је измишљени лик у цртаној телевизијској серији „Симпсонови”. Глас му је дао Ден Кастеланета и први пут се појавио на телевизији у епизоди емисије „Шоу Трејси Улман” под називом Good night (ср. Лаку ноћ). Он је један од пет чланова породице и постао је најпопуларнији и најутицајнији лик у серији, нарочито након дугометражног филма. Хомер осликава неколико стереотипова америчке радничке класе: он је прост, предебео, неспособан, трапав, непромишљен и на граници алкохолизма. Упркос рутини његовог приградског живота, он је имао неколико невероватних искустава. Повремено је показивао велики интелект и спремност кад год би то ситуација захтевала, као и интегритет који осликава његове вредности укључујући сурову оданост и заштитнички однос према породици. Кастеланета га описује као „пса заробљеног у телу човека. Он је невероватно одан – не потпуно чист – али морате га волети”.
Хомера је осмислио цртач Мет Грејнинг и дао му име по свом оцу. Имао је телевизијски деби 19. априла 1987. у Шоу Трејси Улман „Лаку ноћ”. У овом кратком делу и у раним епизодама његов глас је био слаба имитација Волтера Матауа, али временом је прерастао у дубок глас током друге и треће сезоне получасовне емисије, дозвољавајући Хомеру да покрије пунији опсег емоција. Хомер је од тада постао један од најутицајнијих измишљених ликова, а новине Уједињеног Краљевства Сандеј тајмс (The Sunday Times) описале су га као највећу комичну креацију модерног доба. Он је био инспирација читавој линији робе и његова узречица, изнервирани урлик „Доу!” је увршћен у Оксфордски речник енглеског језика.

## Биографија
Иако „Симпсонови” имају неодређено време у коме ликови не старе, а серија је смештена у тренутну годину, одређени датуми су дати иако су понекад контрадикторни. Хомера су родитељи Мона Симпсон и Абрахам Симпсон одгајали на фарми. Средином 1960-их година, када је Хомер имао између 9 и 11 година, Мона је побегла и скривала се због кршења закона. Хомер је ишао у средњу школу у Спрингфилду и на завршној години 1974. се заљубио у Марџ Бувије. Марџ је затруднела док је Хомер радио на терену за мини голф и њих двоје су се венчали у малој капели изван граница државе. После тога Хомер је осигурао посао у нуклеарној електрани у Спрингфилду. Марџ је поново затруднела и убрзо после тога пар је купио своју прву кућу. Хомер је прихватио посао у куглани, али, нажалост по њега, Марџ је затруднела одмах пошто је започео нови посао и, пошто није могао да издржава породицу, вратио се у електрану. Упркос томе што прошле епизоде тврде да су се Барт и Лиса родили 1980. епизода That's 90's Show из деветнаесте сезоне противуречи свему томе и открива да су Хомер и Марџ живели у 90-им годинама пре рођења Барта.
Хомер је прво имао 34 године али, како су писци старили, схватили су да и он изгледа мало старије, па су му променили године у 38. Хомерове године су се мењале како је серија напредовала, имао је 36 у раним епизодама па 38 у осмој сезони а 40 у осамнаестој сезони, иако су у тим сезонама његове године несталне.

### Личност
Хомер обједињује неколико стереотипова америчке радничке класе: он је прост, предебео, неспособан, трапав, непромишљен и на граници алкохолизма. Његову личност карактерише стална глупост, лењост и експлозивни бес. Он има низак ниво интелигенције, а режисер Дејвид Силверман га описује као „креативно бриљантног у својој глупости”. Хомер показује невероватну лењост према послу, он је превише дебео и „посвећен свом стомаку”. Дан Кастеланета га описује као „пса заробљеног у телу човека. Он је невероватно одан — не сасвим чист – али морате га волети. Он не може дуго да задржи пажњу на једној ствари, пратећи само свој нагон, што се слаже са његовим кратким страстима према разним хобијима и оним чиме се бави, али онда „мења своје мишљење када ствари крену лоше”. Хомер је склон емотивним испадима: веома је завидан према својим комшијама, породици Фландерс, и лако се разбесни на Барта и често га дави. Не показује кајање због тога и не покушава да сакрије то што ради од људи ван своје породице, чак показујући запостављање добробити свог сина и на друге начине, као што су остављање Барта самог у луци. Ове радње се могу приписати несхватању Хомера да има одговорност .
Док Хомерова непромишљеност често узнемирава породицу, он се такође показао као изненађујуће брижан отац и муж: у епизоди Lisa the Beauty Queen (Лиса краљица лепоте) он је продао своју обожавану вожњу у Даф лађи и искористио новац да пријави Лису на избор за лепотицу да би се она боље осећала, у епизоди Rosebud (Пупољак руже) он се одрекао своје шансе да буде богат да би допустио Меги да задржи драгог меду, у епизоди Radio Bart (Радио Барт) он је самостално покушао да ископа Барта пошто је упао у бунар иако Хомер мрзи физички рад уопште, а у епизоди A Milhouse Divided (Подељени Милхаус) он је приредио изненађење за друго венчање са Марџ да би се искупио за њихову очајну прву церемонију венчања, и чак је отишао тако далеко да је ангажовао једног од браће Доби као део оркестра и развео се од Марџ што је учинило њихово друго венчање „правим”.
Хомер има низак ниво интелигенције од 55 захваљујући свом наследном „Симпсон гену”, свом проблему са алкохолом, изложености радиоактивном отпаду, хроничној трауми лобање. Хомерова интелигенција је наводно скочила 50 поена навише када му је извађена оловка из мозга што га је довело до нивоа од 105, мало изнад просека, међутим оловка му је поново усађена, што му је снизило ниво интелигенције на првобитних 55. Количина Хомеровог мозга који још увек функционише је такође под знаком питања. У једном тренутку у серији Хомер је наводно изгубио 5% свог мозга после коме и изгубио је 20% када му је цев пала на главу у нуклеарној електрани. Хомер се често расправља са сопственим умом; овакви тренуци су исказани монологом. Хомеров мозак има доста неизвесних савета, који или помажу Хомеру да донесе праве одлуке или су потпуно погрешни. Чак је и постао потпуно осујећен да га је, кроз звучне ефекте, напустио у епизоди Brother from the Same Planet (Брат са исте планете).

## Карактер

### Стварање
Мет Грејнинг је прво осмислио Хомера и остатак породице Симпсон у холу канцеларије Џејмса Л. Брукса. Позван је да постави серију кратких цртаних филмова, и намеравао је да представи серију Life in Hell (Живот у паклу). Када је схватио да ће прављење анимиране серије Живот у паклу захтевати да се одрекне ауторских права на своје животно дело, Грејнинг је одлучио да оде у другом правцу ужурбано скицирајући своју верзију нефункционалне породице и назвао је ликове по члановима своје породице. Хомер је добио име по Грејнинговом оцу Хомеру Гронинг но осим тога Хомер има мало заједничког са Грејниговим оцем.
Хомер је онда имао свој деби са остатком клана Симпсон 19. априла 1987. у Шоу Трејси Улман Лаку ноћ. Хомерово средње слово „Џ” је скраћено од Џеј.
Цела породица је осмишљена тако да се може препознати у силуетама. Особине изгледа Хомеровог лика се уопште не користе код других ликова, на пример, у каснијим сезонама, ни један лик осим Хомера и Ленија Ленарда нема сличну линију браде. Када је Грејнинг цртао Хомера, ставио је своје иницијале у линију косе и уво лика: коса подсећа на „M” а десно ухо на „Г”. Гронинг је одлучио да би ово и сувише одвлачило пажњу и поново је осмислио ухо које изгледа нормално. Он још увек црта ухо као „Г” када црта слике Хомера за обожаваоце.. У неким раним епизодама, Хомерова коса је била више заокружена него шиљата зато што је Вес Арчер мислио да би требало да буде помешано. Хомерова коса је сада доследно шиљата. Током прве три сезоне, Хомеров изглед за неке снимке изблиза је укључивао мале линије које је требало да буду обрве. Мет Грејнинг је био веома против тога и оне су касније избачене.

### Развој лика
У току серије, Хомерово понашање се неколико пута мењало. У ранијим сезонама Хомер је био забринут да ће његова породица да учини да он испадне лоше. Касније је то измењено тако да га више не брине како га други доживљавају. У ранијим сезонама он је приказан као драг и искрен, док је касније постао грубљи и злобнији. Обожаваоци су назвали неке касније реинкарнације лика „Јеркас Хомер”. Током уређивања филма неколико сцена је измењено или на неки начин ублажено да би Хомер био симпатичнији. Хомер је такође током година постао и глупљи. Писци објашњавају да ово није учињено намерно већ се једноставно десило током година због потребе да се надмаше претходне шале.
Године 2005. „Симпсонови” су адаптирани за арапску телевизију. Хомер је добио име Омар Семсун и неколико одлика његовог лика су промењене: пио је „сок” уместо пива, није јео сланину, уместо крофни јео је как и није посећивао Моов бирцуз Серија није постигла успех и емитовано је само 34 од адаптиране 52 епизоде.

### Глас
Ден Кастеланета је позајмио глас Хомеру и још неколико ликова, укључујући Хомеровог оца Ејба. Кастеланета је био стални члан у „Шоу Трејси Улман” и бавио се позајмљивањем гласа у Чикагу заједно са Деб Лакуста. Гласови су били потребни за кратке филмове па су продуценти одлучили да питају Кастеланету и још једног члана тима Џули Кавнер да позајме глас Хомеру и Марџ радије него да унајме још глумаца. Хомеров глас звучи другачије у кратким филмовима него и ранијим епизодама получасовног програма. Његов глас је прво звучао као лоша имитација Волтер Матауа, али Кастеланета није могао „да добије већу моћ из тог гласа" и није могао да поднесе имитацију Матауа на снимањима која су трајала 9-10 сати и морао је да нађе нешто лакше. Кастеланета је „одустао од овог гласа” и развио га је у грубљи и смешнији глас током друге и треће сезоне получасовног програма, дозвољавајући Хомеру да покрије већи опсег емоција. Да би извео Хомеров глас, Кастеланета спушта браду до груди и прича се да „пушта свој IQ да оде”. Док је у овом стању, он је случајно произвео неколико Хомерових глупих примедби као што је „тако сам паметан, п-а-м-т-а-н” из епизоде Homer Goes to College (Хомер иде на колеџ) што је била права грешка Кастеланете.
До 1998. године Кастеланета је добијао 30.000 америчких долара по сезони, а после дискусије о плати плата му је повишена на 125.000 долара по епизоди до 2004. године. Те године је дошло до негодовања глумаца који су позајмљивали глас и захтевали су 360.000 долара по епизоди. Ствар је решена месец дана касније и Кастеланета тренутно зарађује 250.000 долара по епизоди.

## Пријем код публике
Хомер је био на другом месту Топ 50 најбољих цртаних ликова часописа TV Guide (срп. ТВ водич) 2005. године, иза Душка Дугоушка; на петом месту 100 Најбољих ТВ ликова часописа Браво, један од само четири цртана лика на листи, и британски ТВ гледаоци су га изгласали за најбољег ТВ лика свих времена. У 2007. Entertainment weekly је ставио Хомера на девето место њихове листе 50 Највећих ТВ икона. Хомера су новине Британског краљевства The Sunday Times описале као најбољу цртану креацију модерног доба написавши „Сваком добу потребни су великани, утешни губитници, вољени, медиокритети без претензија. И ми имамо нашег Хомера Симпсон „и” Хомер је добар зато што је изнад свега способан да много воли. Када је све готово он увек ради праву ствар за своју децу – он никада није неверан упркос неколико прилика. „Хомер је такође био победник у британском истраживању које је одредило ког цртаног лика би народ волео да види као председника Сједињених Држава.
Ден Кастеланета је освојио неколико награда за позајмљивање гласа Хомеру, укључујући награду Еми за „Невероватно извођење гласа” 1992. у Лисин пони; 1993. у Господин Плоу и 2004. у Данас, ја сам кловн иако је у овом случају награда била за глас „разним ликовима” а не само Хомеру. У 2004. Кастеланета и Џули Кавнер (глас Марџ) су освојили Награду младих уметника за Најпопуларније маму и тату у ТВ серији. 2005. године Хомер и Марџ су били номиновани за Награду тинејџерског избора за Избор ТВ родитељских лекција. Разне епизоде у којима је највише било Хомера су освојиле Награде Еми за невероватан цртани програм укључујући Homer vs. Lisa and the 8th Commandment (Хомер против Лисе и осма заповест) из 1991, Lisa's Wedding (Лисино венчање) из 1995, Homer's Phobia (Хомерова фобија) из 1997, Trash of the Titans (Крах титана) из 1998, ХОМЯ (ХОМР) из 2001. и Three Gays of the Condo (Три момка Конда) из 2003.

## Културни утицај
Симпсонови су препоручени за проучавање социологије студентима на модерним факултетима. Књига „Симпсонови и философија: Хомерово Доу!” укључује део који анализира Хомеров лик из перспективе Аристотелове етике вредности. 2003. године Мет Грејнинг је открио да је његов отац, по коме је Хомер добио име, био Канађанин, и рекао је да је то учинило и Хомера Канађанином. Он је касније постао почасни грађанин Винипега у Канади, зато што се веровало да је Хомер Грејнинг био из главног града Манитобе, иако неки кажу да је у ствари рођен у Саскачевану.
Године 2007. насликан је лик Хомера поред фигуре џина Церне Абас у Дорсету у Енглеској као део промоције „Филма о Симпсоновима". То је произвело бес међу локалним неопаганима који су извели „кишну магију” да покушају да сперу нацртано.
Петогодишња студија међу више од 2.000 средовечних људи у Француској је утврдила могућу везу између тежине и функције мозга, названу „Синдром Хомера Симпсон”. Резултати теста меморије речи су показали да су људи са  од 20 (што се сматра здравим нивоом) запамтили у просеку 9 од 16 речи. У међувремену, људи са BMI од 30 (у оквиру гојазности) су запамтили у просеку само 7 од 16 речи.

### Доу!
Хомерова свеприсутна узречица „Доу!” је додата у Оксфордски речник енглеског језика 2002. без апострофа. Говорна реч Доу је заштићена у 20th Century Fox. Обично се представља у сценаријима за серије као „(изнервирано гунђање)”, и тако се спелује у званичним насловима неколико епизода. Неке епизоде имају варијације ове речи као у Bart of Darkness (Барт Таме), када Хомер каже „Доует!” или у „Филму о Симпсоновима” када Хомер виче „д’ооооме!”.
Када је Дан Кастеланета, глас Хомера, први пут замољен да узвикне „Доу!, он је то извео као нацртано „д’оооооох”, инспирисан Џимијем Финлајсоном, шкотским глумцем који се појавио у 33 филма о Лорелу и Хардију. Финлајсон је сковао термин као ослабљену клетву која мења реч „Проклет!”. Творац серије Мет Грејнинг је осећао да би више одговарало времену цртања ако би било изговорено брже па га је Кастеланета скратио на брзо „Доу!”. Реч је први пут искоришћена у кратком филму Улманове Punching Bag (Врећа за ударање), а прво коришћење у серији је било у Simpsons Roasting on an Open Fire (Симпсоново печење на отвореној ватри).

### Продаја робе
Хомерово укључивање у многе публикације о Симпсоновима, играчке, и другу робу је доказ његове непролазне популарности. Он је одиграо централну улогу у серији „Стрипови о Симпсоновима”. Књига написана о Хомеровој личности и атрибутима је издата и продаје се. Друга роба укључује лутке, постере, фигурице, шоље, будилнике и одећу као што су папуче, мајице, качкети и шортсеви за бокс. 2004. године Хомер је био главни лик у Мастеркард реклами „Непроцењиво” која се приказивала током Супербоул XXXVIII.